# 広島県の県道一覧
広島県の県道一覧（ひろしまけんのけんどういちらん）は、広島県を通る県道の一覧である。

## 概要
当初は主要地方道・一般県道とも1号から番号を振る固定番号制を採っていたが、県道標識導入に伴い1972年（昭和47年）11月1日に主要地方道は一桁または二桁（当時は1 - 45号）の番号、一般県道は三桁（当時は101 - 459号）の番号をそれぞれ割り当てる現行の番号体制に移行した。
広島県内完結路線は、主要地方道は21号から、一般県道は151号から（例外で120 - 121号も）、番号を振っている。
停車場線は山梨県、愛知県、大阪府、奈良県とともにすべて一般都道府県道である。

## 主要地方道

### 1 - 12（越県路線）
- 1 岩国大竹線（1994年 - ）
  - ※1972年 - 1994年：山口県道・広島県道1号周東根笠本郷線（→山口県道5号周東美川線・国道187号・山口県道・広島県道2号岩国佐伯線）
- 2 岩国佐伯線（1994年 - ）
  - ※1972年 - 1982年：山口県道・広島県道2号徳山廿日市線（→国道434号・国道186号・広島県道30号廿日市佐伯線）
  - ※1982年 - 1994年：欠番
- 3 井原福山港線
- 4 甲田作木線（1994年 - ）
  - ※1972年 - 1993年：島根県道・広島県道4号益田廿日市線（→国道488号・広島県道42号大竹湯来線・広島県道30号廿日市佐伯線）
  - ※1993年 - 1994年：欠番
- 5 浜田八重可部線
- 6 吉田邑南線（2006年 - ）
  - ※1972年 - 2006年：広島県道・島根県道6号吉田瑞穂線（→現路線）
- 7 浜田作木線
- 8 （欠番：1976年以降不使用）
  - ※1972年 - 1976年：島根県道・広島県道8号大田三次線（→国道375号）
- 9 芳井油木線
- 10 （欠番：1982年以降不使用）
  - ※1972年 - 1982年：広島県道・島根県道10号三次安来線（→広島県道39号三次高野線・国道432号・島根県道45号安来木次線）
- 11 旭戸河内線（1994年 - ）
  - ※1972年 - 1993年：島根県道・広島県道11号出雲三次線（→国道184号・国道54号）
  - ※1993年 - 1994年：欠番
- 12 足立東城線（1994年 - ）
  - ※1972年 - 1994年：欠番

### 21 - 86（県内完結路線）
- 21 加茂油木線
- 22 福山鞆線
- 23 庄原東城線
- 24 府中上下線（1996年 - ）
  - ※1972年 - 1982年：広島県道24号福山庄原線（→国道432号・広島県道24号福山上下線）
  - ※1982年 - 1998年：広島県道24号福山上下線（→国道486号・広島県道395号川南近田線および現路線）
- 25 三原東城線
- 26 新市七曲西城線
- 27 吉舎油木線（1982年 - ）
  - ※1972年 - 1982年：広島県道27号上下吉舎線（→現路線）
- 28 吉舎豊栄線
- 29 吉田豊栄線（1993年 - ）
  - ※1972年 - 1982年：広島県道29号竹原吉田線（→国道432号・広島県道29号吉田大和線・広島県道37号広島三次線・広島県道212号吉田口停車場線）
  - ※1982年 - 1993年：広島県道29号吉田大和線（→国道486号および現路線）
- 30 廿日市佐伯線（1982年 - ）
  - ※1972年 - 1982年：広島県道30号河内甲山線（→国道432号）
- 31 呉平谷線（1976年 - ）
  - ※1972 - 1976年：広島県道31号呉西条線（→国道375号）
- 32 安芸津下三永線（1976年 - ）
  - ※1972年 - 1976年：広島県道32号西条豊栄線（→国道375号）
- 33 瀬野川福富本郷線
- 34 矢野安浦線
- 35 音戸倉橋線（1994年 - ）
  - ※1972年 - 1994年：広島県道35号呉倉橋島線（→国道487号および現路線）
- 36 高田沖美江田島線（1994年 - ）
  - ※1972年 - 1982年：広島県道36号江田島沖美線（→広島県道36号音戸沖美線・広島県道44号江田島倉橋線）
  - ※1982年 - 1994年：広島県道36号音戸沖美線（→国道487号・広島県道35号音戸倉橋線および現路線）
- 37 広島三次線（1982年 - ）
  - ※1972年 - 1982年：広島県道37号広島向原線（→現路線）
- 38 広島豊平線（1994年 - ）
  - ※1972年 - 1994年：広島県道38号安佐安古市線（→現路線）
- 39 三次高野線（1982年 - ）
  - ※1972年 - 1982年：広島県道39号加計八重線（→国道261号・国道433号〔国道434号重用〕）
- 40 安佐豊平芸北線
- 41 五日市筒賀線（1982年 - ）
  - ※1972年 - 1982年：広島県道41号加計廿日市線（→国道433号および現路線）
- 42 大竹湯来線
- 43 厳島公園線
- 44 江田島大柿線
  - ※1972年 - 1982年：広島県道44号庄原新市線（→国道432号・広島県道467号庄原新市線）
  - ※1982年 - 1994年：広島県道44号江田島倉橋線（→国道487号・広島県道35号音戸倉橋線および現路線）
- 45 三次大和線（1994年 - ）
  - ※1972年 - 1994年：広島県道45号甲田作木線（→国道433号・広島県道・島根県道4号甲田作木線）
- 46 東広島白木線
- 47 鞆松永線
- 48 府中松永線
- 49 本郷大和線（1994年 - ）
  - ※1976年 - 1993年：広島県道49号府中御調線（→国道486号）
  - ※1993年 - 1994年：欠番
- 50 本郷久井線（1993年 - ）
  - ※1976年 - 1993年：広島県道50号本郷御調線（→国道486号および現路線）
- 51 甲山甲奴上市線
- 52 世羅甲田線
- 53 沼隈横田港線
- 54 福山尾道線
  - ※旧国道2号
- 55 尾道三原線
- 56 府中世羅三和線（1994年 - ）
  - ※1982年 - 1994年：広島県道56号府中世羅線（→現路線）
- 57 東城西城線
- 58 西城比和線
- 59 東広島本郷忠海線（1994年 - ）
  - ※1982年 - 1994年：広島県道59号東広島本郷線（→現路線）
- 60 大和福富線（1994年 - ）
  - ※1982年 - 1994年：広島県道60号久井福富線（→国道486号・広島県道345号上徳良久井線および現路線）
- 61 三次庄原線
- 62 庄原作木線
- 63 三次三和線
- 64 三次美土里線
- 65 大崎上島循環線
- 66 呉環状線
- 67 馬木八本松線
- 68 大林井原線
- 69 千代田八千代線
- 70 広島中島線
- 71 広島湯来線
- 72 福山沼隈線
- 73 広島空港線
- 74 下蒲刈川尻線（安芸灘諸島連絡架橋）
- 75 三原竹原線
- 76 神辺大門線
- 77 久地伏谷線
- 78 三良坂総領線
- 79 芸北大朝線
- 80 東広島向原線
- 81 生口島循環線
- 82 広島空港本郷線
- 83 志和インター線
- 84 東海田広島線
- 85 下瀬野海田線
- 86 翠町仁保線

### 表型表記
前身路線は現行の番号体制に移行した1972年以降で直近の変遷に基づくものを記載。
| 番号  | 路線名           | 始点                                            | 終点                                              | 実延長                                  | 初回制定時期      | 前身路線・備考 |
| ----- | ---------------- | ----------------------------------------------- | ------------------------------------------------- | --------------------------------------- | ----------------- | --- |
| 1     | 岩国大竹線       | （山口県） 岩国市柱野                           | 大竹市木野2丁目                                   | 12.1 km（山口県側） 2.3 km（広島県側）  | 1994年            | 山口・広島県道118号柱野大竹線 |
| 2     | 岩国佐伯線       | （山口県） 岩国市天尾                           | 廿日市市浅原                                      | 22.6 km（山口県側） 3.7 km（広島県側）  | 1994年            | 山口・広島県道1号周東根笠本郷線の一部 |
| 3     | 井原福山港線     | （岡山県） 井原市高屋町                         | 福山市福山港                                      | 13.5 km（岡山県側） 4.4 km（広島県側）  | 1972年            | |
| 4     | 甲田作木線       | 安芸高田市甲田町上甲立                          | 三次市作木町大津                                  | 19.2 km（広島県側） 6.3 km（島根県側）  | 1972年 1994年延長 | 広島県道45号甲田作木線 島根・広島県道111号都賀高宮線の一部 島根・広島県道7号浜田作木線の一部                                                                       |
| 5     | 浜田八重可部線   | （島根県） 浜田市朝日町                         | 広島市安佐北区可部                                | 48.0 km（島根県側） 29.5 km（広島県側） | 1954年            | |
| 6     | 吉田邑南線       | 安芸高田市吉田町吉田                            | （島根県） 邑智郡邑南町下田所                     | 25.6 km（広島県側） 8.6 km（島根県側）  | 1965年            | 2006年に吉田瑞穂線から名称変更 |
| 7     | 浜田作木線       | （島根県） 浜田市朝日町                         | 三次市作木町大津                                  | 74.7 km（島根県側） * km（広島県側）    | 1965年            | 広島県内区間は広島・島根県道4号甲田作木線に重複 |
| 8     | 欠番             |                                                 |                                                   |                                         |                   | |
| 9     | 芳井油木線       | （岡山県） 井原市芳井町吉井                     | 神石郡神石高原町油木                              | 19.9 km（岡山県側） 14.9 km（広島県側） | 1965年            | |
| 10    | 欠番             |                                                 |                                                   |                                         |                   | |
| 11    | 旭戸河内線       | （島根県） 浜田市旭町市木                       | 山県郡安芸太田町松原                              | 7.8 km（島根県側） 20.3 km（広島県側）  | 1994年            | 島根・広島県道114号今福戸河内線の一部 |
| 12    | 足立東城線       | （岡山県） 新見市足立                           | 庄原市東城町川西                                  | 13.5 km（岡山県側） 17.2 km（広島県側） | 1994年            | 岡山・広島県道109号油野東城線の一部 |
| 13-20 | 欠番             |                                                 |                                                   |                                         |                   | |
| 21    | 加茂油木線       | 福山市加茂町中野                                | 神石高原町近田                                    | 36.5 km                                 | 1965年            | |
| 22    | 福山鞆線         | 福山市入船町3丁目                               | 福山市鞆町鞆                                      | 14.8 km                                 | 1954年            | |
| 23    | 庄原東城線       | 庄原市春田町                                    | 庄原市東城町東城                                  | 29.8 km                                 | 1965年            | |
| 24    | 府中上下線       | 府中市父石町                                    | 府中市上下町井永                                  | 21.1 km                                 | 1996年            | 広島県道24号福山上下線の一部 |
| 25    | 三原東城線       | 三原市港町1丁目                                 | 庄原市東城町川西                                  | 62.5 km                                 | 1954年            | |
| 26    | 新市七曲西城線   | 福山市新市町新市                                | 庄原市西城町平子                                  | 51.8 km                                 | 1972年            | |
| 27    | 吉舎油木線       | 三次市吉舎町吉舎                                | 神石高原町安田                                    | 30.6 km                                 | 1982年            | 広島県道27号上下吉舎線 広島県道410号安田上下線 |
| 28    | 吉舎豊栄線       | 三次市吉舎町丸田                                | 東広島市豊栄町清武                                | 27.4 km                                 | 1972年            | |
| 29    | 吉田豊栄線       | 安芸高田市吉田町常友                            | 東広島市豊栄町乃美                                | 20.0 km                                 | 1993年            | 広島県道29号吉田大和線の一部 |
| 30    | 廿日市佐伯線     | 廿日市市宮内                                    | 廿日市市栗栖                                      | 20.0 km                                 | 1982年            | 山口・広島県道2号徳山廿日市線の一部 |
| 31    | 呉平谷線         | 呉市西中央1丁目                                 | 安芸郡熊野町平谷                                  | 11.8 km                                 | 1976年            | 広島県道276号平谷呉線 |
| 32    | 安芸津下三永線   | 東広島市安芸津町三津                            | 東広島市西条町下三永                              | 15.8 km                                 | 1976年            | 広島県道329号下三永安芸津停車場線 |
| 33    | 瀬野川福富本郷線 | 広島市安芸区瀬野1丁目                           | 三原市本郷南6丁目                                 | 59.6 km                                 | 1972年            | |
| 34    | 矢野安浦線       | 広島市安芸区矢野西2丁目                         | 呉市安浦町中央5丁目                               | 36.3 km                                 | 1972年            | |
| 35    | 音戸倉橋線       | 呉市音戸町引地1丁目                             | 呉市倉橋町鹿老渡                                  | 27.2 km                                 | 1994年            | 広島県道35号呉倉橋島線の一部 広島県道36号音戸沖美線の一部 広島県道284号鹿老渡本浦線                                                                                |
| 36    | 高田沖美江田島線 | 江田島市能美町高田                              | 江田島市江田島町江南1丁目                         | 22.2 km                                 | 1994年            | 広島県道36号音戸沖美線の一部 広島県道299号三高鹿川飛渡瀬線 |
| 37    | 広島三次線       | 広島市南区比治山本町                            | 三次市秋町                                        | 65.5 km                                 | 1982年            | 広島県道37号広島向原線 広島県道29号竹原吉田線の一部 広島県道433号下志和地下小原線 広島県道227号志和地停車場線の一部                                                |
| 38    | 広島豊平線       | 広島市安佐南区中筋1丁目 広島市安佐南区古市1丁目 | 山県郡北広島町阿坂                                | 38.3 km                                 | 1994年            | 広島県道38号安佐安古市線 広島県道315号烏帽子安佐線 |
| 39    | 三次高野線       | 三次市十日市南1丁目                             | 庄原市高野町新市                                  | 40.2 km                                 | 1982年            | 広島県道・島根県道10号三次安来線の一部 |
| 40    | 安佐豊平芸北線   | 広島市安佐北区安佐町鈴張                        | 山県郡北広島町細見                                | 29.5 km                                 | 1972年            | |
| 41    | 五日市筒賀線     | 広島市佐伯区隅の浜                              | 山県郡安芸太田町上筒賀                            | 23.2 km                                 | 1982年            | 広島県道41号加計廿日市線の一部 広島県道302号上筒賀湯来線 |
| 42    | 大竹湯来線       | 大竹市玖波1丁目                                 | 広島市佐伯区湯来町多田                            | 33.3 km                                 | 1972年            | |
| 43    | 厳島公園線       | 廿日市市宮島口1丁目                             | 廿日市市宮島町                                    | 3.1 km                                  | 1954年            | |
| 44    | 江田島大柿線     | 江田島市江田島町中央2丁目                       | 江田島市大柿町大君                                | 10.0 km                                 | 1993年            | 広島県道44号江田島倉橋線の一部 |
| 45    | 三次大和線       | 三次市三若町                                    | 三原市大和町萩原                                  | 27.5 km                                 | 1994年            | 広島県道160号三次世羅西線の一部 広島県道346号椋梨世羅西線 広島県道161号三和大和線の一部                                                                            |
| 46    | 東広島白木線     | 東広島市八本松東7丁目                           | 広島市安佐北区白木町秋山                          | 16.2 km                                 | 1976年            | 広島県道153号白木八本松線 |
| 47    | 鞆松永線         | 福山市鞆町                                      | 福山市今津町4丁目                                 | 19.0 km                                 | 1960年            | |
| 48    | 府中松永線       | 府中市高木町                                    | 福山市今津町3丁目                                 | 32.4 km                                 | 1960年            | |
| 49    | 本郷大和線       | 三原市本郷町南方                                | 三原市大和町下徳良                                | 20.6 km                                 | 1993年            | |
| 50    | 本郷久井線       | 三原市本郷町本郷南                              | 三原市久井町坂井原                                | 25.8 km                                 | 1993年            | 広島県道155号本郷御調線 →広島県道50号本郷御調線の一部 |
| 51    | 甲山甲奴上市線   | 世羅郡世羅町西上原                              | 庄原市総領町稲草                                  | 27.4 km                                 | 1976年            | 広島県道184号上市甲山線 |
| 52    | 世羅甲田線       | 世羅郡世羅町賀茂                                | 安芸高田市甲田町上甲立                            | 27.4 km                                 | 1976年            | 広島県道159号世羅甲田線 |
| 53    | 沼隈横田港線     | 福山市沼隈町草深                                | 福山市内海町横島                                  | 5.8 km                                  | 1979年            | 広島県道391号内海沼隈線 広島県道386号箱崎横田港線の一部 |
| 54    | 福山尾道線       | 福山市瀬戸町山北                                | 尾道市美ノ郷町三成                                | 8.6 km                                  | 1960年            | 旧国道2号 広島県道364号三成松永線 |
| 55    | 尾道三原線       | 尾道市美ノ郷町本郷                              | 三原市城町1丁目                                   | 14.9 km                                 | 1960年            | 広島県道368号美之郷三原線 |
| 56    | 府中世羅三和線   | 府中市阿字町                                    | 三次市三和町敷名                                  | 42.3 km                                 | 1994年            | 広島県道56号府中世羅線 広島県道407号中安田三和線 |
| 57    | 東城西城線       | 庄原市東城町森                                  | 庄原市西城町中野                                  | 19.8 km                                 | 1960年            | 広島県道163号東城西城線 |
| 58    | 西城比和線       | 庄原市西城町中野                                | 庄原市比和町比和                                  | 26.2 km                                 | 1960年            | 広島県道457号比和西城線 |
| 59    | 東広島本郷忠海線 | 東広島市西条町吉行                              | 竹原市忠海中町2丁目                               | 33.7 km                                 | 1994年            | 広島県道59号東広島本郷線 広島県道165号本郷忠海線 |
| 60    | 大和福富線       | 三原市大和町上草井                              | 東広島市福富町久芳                                | 9.4 km                                  | 1994年            | 広島県道60号久井福富線の一部 |
| 61    | 三次庄原線       | 三次市石原町                                    | 庄原市板橋町                                      | 20.7 km                                 | 1982年            | 広島県道162号庄原三良坂線 広島県道440号羽出庭三良坂線の一部 |
| 62    | 庄原作木線       | 庄原市川北町                                    | 三次市作木町下作木                                | 32.5 km                                 | 1982年            | 広島県道453号永田庄原線 広島県道186号新市三次線の一部 広島県道454号宮内大月線 広島県道39号三次高野線の一部 広島県道435号東入君下布野線 広島県道436号下作木上布野線 |
| 63    | 三次三和線       | 三次市秋町                                      | 三次市三和町羽出庭                                | 11.1 km                                 | 1960年            | 広島県道439号上板木志和地停車場線 |
| 64    | 三次美土里線     | 三次市粟屋町                                    | 安芸高田市美土里町横田                            | 20.8 km                                 | 1960年            | 広島県道178号金屋三次線の一部 |
| 65    | 大崎上島循環線   | 豊田郡大崎上島町大串                            | 豊田郡大崎上島町大串                              | 34.5 km                                 | 1960年            | 広島県道356号大崎上島循環線 |
| 66    | 呉環状線         | 呉市天応宮町                                    | 呉市警固屋8丁目                                   | 28.1 km                                 | 1960年            | 広島県道280号郷原天応線 広島県道281号警固屋広停車場線 |
| 67    | 馬木八本松線     | 東広島市西条町馬木                              | 東広島市八本松町飯田                              | 11.4 km                                 | 1960年            | 広島県道332号馬木八本松線 広島県道335号津江八本松線の一部 |
| 68    | 大林井原線       | 広島市安佐北区大林                              | 広島市安佐北区白木町井原                          | 17.4 km                                 | 1960年            | 広島県道269号大林井原線 |
| 69    | 千代田八千代線   | 山県郡北広島町惣森                              | 安芸高田市八千代町上根                            | 21.6 km                                 | 1982年            | 広島県道311号新庄千代田線の一部 広島県道5号浜田八重可部線の一部 広島県道320号根野千代田線                                                                          |
| 70    | 広島中島線       | 広島市南区猿猴橋町                              | 広島市安佐北区可部南3丁目                         | 19.0 km                                 | 1982年            | 広島県道175号上深川広島線 広島県道257号高陽中島線 |
| 71    | 広島湯来線       | 広島市西区草津南2丁目                           | 広島市佐伯区湯来町麦谷                            | 35.7 km                                 | 1982年            | 広島県道291号原田草津線 広島県道265号伴広島線の一部 広島県道266号伴麦谷線                                                                                          |
| 72    | 福山沼隈線       | 福山市水呑町                                    | 福山市沼隈町下山南                                | 9.7 km                                  | 1960年            | 広島県道388号下山南福山線 |
| 73    | 広島空港線       | 三原市本郷町善入寺                              | 東広島市河内町入野                                | 3.8 km                                  | 1987年            | 広島県道280号新広島空港線 |
| 74    | 下蒲刈川尻線     | 呉市下蒲刈町下島                                | 呉市川尻町小仁方                                  | 9.4 km                                  | 1990年            | 広島県道257号下蒲刈川尻線 広島県道288号下蒲刈島循環線の一部 |
| 75    | 三原竹原線       | 三原市皆実3丁目                                 | 竹原市本町1丁目                                   | 26.1 km                                 | 1976年            | 広島県道166号三原竹原線 広島県道369号南方竹原線の一部 |
| 76    | 神辺大門線       | 福山市神辺町平野                                | 福山市大門町                                      | 12.4 km                                 | 1994年            | 広島県道380号坪生大門線 |
| 77    | 久地伏谷線       | 広島市安佐北区安佐町久地                        | 広島市佐伯区湯来町伏谷                            | 11.3 km                                 | 1994年            | 広島県道173号久地廿日市線の一部 |
| 78    | 三良坂総領線     | 三次市三良坂町三良坂                            | 庄原市総領町稲草                                  | 11.3 km                                 | 1960年            | 広島県道424号稲草三良坂線 |
| 79    | 芸北大朝線       | 山県郡北広島町移原                              | 山県郡北広島町大朝                                | 16.8 km                                 | 1994年            | 広島県道306号川平山大朝線の一部 広島県道310号鳴滝大朝線 |
| 80    | 東広島向原線     | 東広島市八本松東                                | 安芸高田市向原町長田                              | 24.2 km                                 | 1994年            | 広島県道339号内区米満線 広島県道340号久芳向原線の一部 広島県道328号志和口向原線の一部                                                                              |
| 81    | 生口島循環線     | 尾道市瀬戸田町                                  | 尾道市瀬戸田町                                    | 12.8 km                                 | 1960年            | 広島県道371号生口島循環線 |
| 82    | 広島空港本郷線   | 三原市本郷町善入寺                              | 三原市本郷町船木                                  | 7.7 km                                  | 1993年            | 広島県道469号新広島空港本郷線 |
| 83    | 志和インター線   | 東広島市志和町別府                              | 東広島市志和町七条椛坂字則重 東広島市八本松町宗吉 | 8.2 km                                  | 1994年            | 広島県道176号小河原志和線の一部 |
| 84    | 東海田広島線     | 安芸郡海田町国信1丁目                           | 広島市西区横川町3丁目                             | 12.8 km                                 | 1960年            | 広島県道273号東海田広島線 |
| 85    | 下瀬野海田線     | 広島市安芸区瀬野町                              | 安芸郡海田町国信1丁目                             | 7.9 km                                  | 1972年            | 広島県道275号下瀬野海田線 |
| 86    | 翠町仁保線       | 広島市南区翠1丁目                               | 広島市南区仁保2丁目                               | 4.1 km                                  | 1965年            | 広島県道263号翠町仁保線 |

## 一般県道

### 101 - 119・122 - 127（越県路線）
- 101 （欠番：1994年以降不使用）
  - ※1972年 - 1994年：広島県道・岡山県道101号平野笠岡線（→広島県道76号神辺大門線・広島県道379号坪生福山線および福山市道10207号坪生5号線・笠岡市道E014号篠坂14号福井線）
- 102 下御領井原線
- 103 七曲井原線
- 104 坂瀬川芳井線
- 105 前原谷仙養線
- 106 布賀油木線
- 107 奈良備中線
- 108 大野部東城線
- 109 邑南高宮線（2006年 - ）
  - ※1973年 - 1994年：岡山県道・広島県道109号油野東城線（→岡山県道109号高瀬油野線・岡山県道・広島県道12号足立東城線）
  - ※1994年 - 1996年：欠番
  - ※1996年 - 2006年：島根県道・広島県道109号瑞穂高宮線（→現路線）
- 110 奥出雲高野線（2006年 - ）
  - ※1972年 - 1994年：広島県道・島根県道110号上湯川馬木仁多線（→島根県道25号玉湯吾妻山線および現路線）
  - ※1994年 - 2006年：島根県道・広島県道110号横田高野線（→現路線）
- 111 （欠番：1994年以降不使用）
  - ※1972年 - 1994年：島根県道・広島県道111号都賀高宮線（→広島県道・島根県道4号甲田作木線・島根県道294号羽須美大和線〔2006年変更〕→広島県道・島根県道4号甲田作木線・島根県道294号邑南美郷線）
- 112 三次江津線
- 113 都川中野線
- 114 今福芸北線（1994年 - ）
  - ※1972年 - 1994年：島根県道・広島県道114号今福戸河内線（→島根県道・広島県道11号旭戸河内線および現路線）
- 115 波佐芸北線
- 116 大竹美和線
- 117 乙瀬小方線
- 118 （欠番：1994年以降不使用）
  - ※1972年 - 1994年：山口県道・広島県道118号柱野大竹線（→山口県道・広島県道1号岩国大竹線）
- 119 佐伯錦線（1983年 - ）
  - ※1972年 - 1983年：広島県道・山口県道・島根県道119号佐伯六日市線（→現：島根県道・山口県道16号六日市錦線および現路線）
- 122 大竹和木線（1990年 - ）
  - ※1972年 - 1990年：欠番
- 123 - 126 （欠番：1972年以降一切使用歴なし）
- 127 （欠番：1994年以降不使用）
  - ※1973年 - 1994年：島根県道・広島県道127号市木芸北線（→島根県道・広島県道11号旭戸河内線）

### 120 - 121・151 - 200（県内完結路線）
- 120 中庄土生線（1980年 - ）
  - ※1972年 - 1980年：欠番
- 121 大君深江線（1980年 - ）
  - ※1972年 - 1980年：欠番
- 151 府中海田線
  - ※旧国道2号
- 152 府中祇園線
- 153 （欠番）※1976年以降不使用
  - ※1972年 - 1976年：広島県道153号白木八本松線（→広島県道46号東広島白木線）
- 154 大和久井線
- 155 三原本郷線（1996年 - ）
  - ※1972年 - 1976年：広島県道155号本郷御調線（→広島県道50号本郷御調線（1994年廃止）→国道486号・広島県道50号本郷久井線）
  - ※1976年 - 1996年：欠番
- 156 御調久井線
- 157 松永新市線
- 158 尾道新市線（1996年 - ）
  - ※1972年 - 1976年：広島県道158号府中松永線（→広島県道48号府中松永線）
  - ※1976年 - 1996年：欠番
- 159 （欠番：1976年以降不使用）
  - ※1972年 - 1976年：広島県道159号世羅甲田線（→広島県道52号世羅甲田線）
- 160 （欠番：1994年以降不使用）
  - ※1972年 - 1994年：広島県道160号三次世羅西線（→国道375号・広島県道45号三次大和線・広島県道470号三次インター線・三次市道）
- 161 三和大和線
- 162 （欠番：1982年以降不使用）
  - ※1972年 - 1982年：広島県道162号庄原三良坂線（→広島県道61号三次庄原線）
- 163 （欠番：1982年以降不使用）
  - ※1972年 - 1982年：広島県道163号東城西城線（→広島県道57号東城西城線）
- 164 広島海田線
  - ※旧国道2号
- 165 （欠番：1994年以降不使用）
  - ※1972年 - 1994年：広島県道165号本郷忠海線（→広島県道59号東広島本郷忠海線）
- 166 （欠番：1994年以降不使用）
  - ※1976年 - 1994年：広島県道166号三原竹原線（→広島県道75号三原竹原線）
- 167 - 169 （欠番：1972年以降一切使用歴なし）
- 170 厳島港厳島神社線
- 171 - 172 （欠番：1972年以降一切使用歴なし）
- 173 （欠番：1994年以降不使用）
  - ※1972年 - 1994年：広島県道173号久地廿日市線（→国道433号（国道488号重用）・広島県道77号久地伏谷線）
- 174 瀬野呉線
- 175 （欠番：1982年以降不使用）
  - ※1972年 - 1982年：広島県道175号上深川広島線（→広島県道70号広島中島線）
- 176 小河原志和線
- 177 下佐東線
- 178 （欠番：1982年以降不使用）
  - ※1972年 - 1982年：広島県道178号金屋三次線（→広島県道64号三次美土里線）
- 179 下北甲田線
- 180 （欠番：1976年以降不使用）
  - ※1972年 - 1976年：広島県道180号鞆松永線（→広島県道47号鞆松永線）
- 181 下御領新市線
- 182 （欠番：1982年以降不使用）
  - ※1972年 - 1982年：広島県道182号落合世羅線（→広島県道56号府中世羅線（1994年廃止）→広島県道56号府中世羅三和線）
- 183 （欠番：1998年以降不使用）
  - ※1972年 - 1998年：広島県道183号小畠府中線（→広島県道388号木野山府中線・広島県道417号小畠荒谷線）
- 184 （欠番：1976年以降不使用）
  - ※1972年 - 1976年：広島県道184号上市甲山線（→広島県道51号甲山甲奴上市線）
- 185 （欠番：1976年以降不使用）
  - ※1972年 - 1976年：広島県道185号有原豊栄線（→国道375号）
- 186 新市三次線
- 187 浜田仁保線（1996年 - ）
  - ※1972年 - 1982年：広島県道187号久芳大草久井線（→広島県道60号久井福富線（1994年廃止）→国道486号・広島県道60号大和福富線・広島県道345号上徳良久井線）
  - ※1982年 - 1996年：欠番
- 188 （欠番：1972年以降一切使用歴なし）
- 189 福山上御領線（1996年 - ）
  - ※1972年 - 1996年：欠番
- 190 （欠番：1974年以降不使用）
  - ※1972年 - 1974年：広島県道190号福山停車場線（→福山市道01062号福山駅箕沖幹線）
- 191 （欠番：2010年以降不使用）
  - ※1972年 - 2010年：広島県道191号備後赤坂停車場線（→福山市道13424号赤坂駅前線）
- 192 （欠番：2005年以降不使用）
  - ※1972年 - 2005年：広島県道192号松永停車場線（→福山市道01078号松永駅今津幹線）
- 193 本郷停車場線
- 194 西高屋停車場線
- 195 西条停車場線
- 196 安芸中野停車場線
- 197 海田市停車場線
- 198 向洋停車場線
- 199 五日市停車場線
- 200 廿日市停車場線

### 201 - 300（県内完結路線）
- 201 玖波停車場線
- 202 大竹停車場線
- 203 安芸阿賀停車場線
- 204 安登停車場線
- 205 安浦停車場線
- 206 風早停車場線
- 207 安芸津停車場線
- 208 吉名停車場線
- 209 大乗停車場線
- 210 安芸幸崎停車場線
- 211 須波停車場線
- 212 吉田口停車場線（1982年 - ）
  - ※1972年 - 1982年：欠番
- 213 横尾停車場線
- 214 神辺停車場線
- 215 道上停車場中野線（1996年 - ）
  - ※1972年 - 1998年：広島県道215号道上停車場線（→神辺町道→福山市道02028号道上幹線・福山市道70473号道上46号線）
- 216 戸手停車場線
- 217 新市停車場線
- 218 府中停車場線
- 219 （欠番：1983年以降不使用）
  - ※1972年 - 1983年：広島県道219号河佐停車場線（→府中市道）
- 220 （欠番：1999年以降不使用）
  - ※1972年 - 1999年：広島県道220号備後三川停車場線（→甲山町道→世羅町道）
- 221 上下停車場線
- 222 甲奴停車場線
- 223 吉舎停車場線
- 224 三良坂停車場線
- 225 塩町停車場線
- 226 井原市停車場線
- 227 志和地停車場線
- 228 三次停車場線
- 229 神杉停車場線
- 230 山内停車場線
- 231 庄原停車場線
- 232 高停車場線
- 233 備後西城停車場線
- 234 備後落合停車場線
- 235 道後山停車場線
- 236 小奴可停車場線
- 237 備後八幡停車場線
- 238 東城停車場線
- 239 （欠番：2009年以降不使用）
  - ※1972年 - 2009年：広島県道239号加計停車場線（→安芸太田町道）
- 240 可部停車場線
- 241 （欠番：2009年以降不使用）
  - ※1972年 - 2009年：広島県道241号筒賀停車場線（→広島県道303号上筒賀津浪線・広島県道304号中筒賀下線）
- 242 呉港線（1996年 - ）
  - ※1972年 - 1980年：広島県道242号上大河（かみおおこう）停車場線（→広島市道）
  - ※1980年 - 1996年：欠番
- 243 広島港線
- 244 福山港線
- 245 糸崎港線
- 246 竹原港線
- 247 廿日市港線
- 248 野呂山公園線
- 249 三段峡線
- 250 道後山公園線
- 251 後山公園洗谷線
- 252 恐羅漢公園線（1976年 - ）
  - ※1972年 - 1976年：広島県道252号恐羅漢公園野為線（→現路線）
- 253 南原峡線（1980年 - ）
  - ※1972年 - 1980年：欠番
- 254 比婆山公園線
- 255 比婆山公園森脇線
- 256 比婆山県民の森線
- 257 （欠番：1994年以降不使用）
  - ※1972年 - 1982年：広島県道257号高陽中島線（→広島県道70号広島中島線）
  - ※1982年 - 1990年：欠番
  - ※1990年 - 1994年：広島県道257号下蒲刈川尻線（→広島県道74号下蒲刈川尻線）
- 258 （欠番：1982年以降不使用）
  - ※1972年 - 1982年：広島県道258号大柿釣士田線（→広島県道44号江田島倉橋線〔1994年廃止〕→国道487号）
- 259 帝釈峡井関線（1975年 - ）
  - ※1972年 - 1975年：欠番
- 260 福山港松浜線（1975年 - ）
  - ※1972年 - 1975年：欠番
- 261 仁方港線（1979年 - ）
  - ※1972年 - 1979年：欠番
- 262 南観音観音線
- 263 （欠番：1994年以降不使用）
  - ※1972年 - 1994年：広島県道263号翠町仁保線（→広島県道86号翠町仁保線）
- 264 中山尾長線
- 265 伴広島線
- 266 （欠番：1982年以降不使用）
  - ※1972年 - 1982年：広島県道266号伴麦谷線（→広島県道71号広島湯来線）
- 267 宇津可部線
- 268 勝木安古市線
- 269 今井田緑井線（1996年 - ）
  - ※1972年 - 1982年：広島県道269号大林井原線（→広島県道68号大林井原線）
  - ※1982年 - 1996年：欠番
- 270 八木緑井線
  - ※旧国道54号
- 271 八木広島線
- 272 上宮町新地線
- 273 （欠番：1994年以降不使用）
  - ※1972年 - 1994年：広島県道273号東海田広島線（→広島県道84号東海田広島線）
- 274 瀬野船越線
  - ※旧国道2号
- 275 坂小屋浦線（1996年 - ）
  - ※1972年 - 1994年：広島県道275号下瀬野海田線（→広島県道85号下瀬野海田線）
  - ※1994年 - 1996年：欠番
- 276 矢野海田線（1990年 - ）
  - ※1972年 - 1976年：広島県道276号平谷呉線（→広島県道31号呉平谷線）
  - ※1976年 - 1990年：欠番
- 277 古市広島線
  - ※旧国道54号
- 278 焼山吉浦線
- 279 広仁方停車場線
- 280 （欠番：1994年以降不使用）
  - ※1972年 - 1982年：広島県道280号郷原天応線（→広島県道66号呉環状線）
  - ※1982年 - 1987年：欠番
  - ※1987年 - 1994年：広島県道280号新広島空港線（→広島県道73号広島空港線）
- 281 広停車場線（1994年 - ）
  - ※1972年 - 1994年：広島県道281号警固屋広停車場線（→国道185号・広島県道66号呉環状線および現路線）
- 282 （欠番：1982年以降不使用）
  - ※1972年 - 1982年：広島県道282号釣士田音戸線（→広島県道36号音戸沖美線（1994年廃止）→国道487号・広島県道35号音戸倉橋線）
- 283 倉橋大向釣士田港線
- 284 （欠番：1994年以降不使用）
  - ※1972年 - 1994年：広島県道284号鹿老渡本浦線（→広島県道35号音戸倉橋線）
- 285 宮ノ口瀬戸線
- 286 中大迫清田線
- 287 上蒲刈島循環線
- 288 見戸代大地蔵線（1991年 - ）
  - ※1972年 - 1982年：広島県道288号下蒲刈島線（→広島県道288号下蒲刈島循環線）
  - ※1982年 - 1991年：広島県道288号下蒲刈島循環線（→広島県道74号下蒲刈川尻線および現路線）
- 289 栗谷大野線
- 290 原田五日市線
- 291 長野葛原線（1996年 - ）
  - ※1972年 - 1982年：広島県道291号原田草津線（→広島県道71号広島湯来線）
  - ※1982年 - 1996年：欠番
- 292 川角佐伯線
- 293 本多田佐伯線
- 294 虫道廿日市線
- 295 助藤津田線
- 296 吉和戸河内線（1980年 - ）
  - ※1972年 - 1980年：広島県道296号市垣内吉和線（→現路線）
- 297 石風呂切串線（1993年 - ）
  - ※1972年 - 1993年：広島県道297号小用切串本浦線（→国道487号および現路線）
- 298 鷲部小用線（1996年 - ）
  - ※1972年 - 1998年：広島県道298号飛渡瀬小用港線（→広島県道299号秋月飛渡瀬線および現路線）
- 299 秋月飛渡瀬線（1996年 - ）
  - ※1972年 - 1994年：広島県道299号三高鹿川飛渡瀬線（→広島県道36号高田沖美江田島線）
  - ※1994年 - 1996年：欠番
- 300 深江柿浦線

### 301 - 400（県内完結路線）
- 301 澄合豊平線
- 302 橋山下山線（1996年 - ）
  - ※1972年 - 1982年：広島県道302号上筒賀湯来線（→広島県道41号五日市筒賀線）
  - ※1982年 - 1996年：欠番
- 303 上筒賀津浪線（2009年 - ）
  - ※1972年 - 2009年：広島県道303号上筒賀筒賀停車場線（→広島県道303号上筒賀津浪線・広島県道304号中筒賀下線）
- 304 中筒賀下線
- 305 弁財天加計線
- 306 小原猪山線（1994年 - ）
  - ※1972年 - 1994年：広島県道306号川平山大朝線（→広島県道79号芸北大朝線および現路線）
- 307 八幡雲耕線
- 308 溝口加計線
- 309 小河内都志見線（1981年 - ）
  - ※1972年 - 1981年：欠番
- 310 （欠番：1994年以降不使用）
  - ※1972年 - 1994年：広島県道310号鳴滝大朝線（→広島県道79号芸北大朝線）
- 311 新庄千代田線
- 312 志路原大朝線
- 313 烏帽子中原線
- 314 七曲千代田線
- 315 下石八重線（1996年 - ）
  - ※1972年 - 1994年：広島県道315号烏帽子安佐線（→広島県道38号広島豊平線）
  - ※1994年 - 1996年：欠番
- 316 都志見千代田線（1981年 - ）
  - ※1972年 - 1981年：広島県道316号西宗千代田線（→現路線）
- 317 （欠番：1982年以降不使用）
  - ※1972年 - 1982年：広島県道317号吉田向原線（→広島県道29号吉田大和線〔1994年廃止〕→広島県道29号吉田豊栄線）
- 318 上入江吉田線（1996年 - ）
  - ※1972年 - 2004年：広島県道318号山手吉田線（→安芸高田市道および現路線）
- 319 勝田吉田線（1973年 - ）
  - ※1972年 - 1973年：広島県道319号土師吉田線（→現路線）
- 320 浅塚横田線（1996年 - ）
  - ※1972年 - 1982年：広島県道320号根野千代田線（→広島県道69号千代田八千代線）
  - ※1982年 - 1996年：欠番
- 321 金屋壬生線
- 322 北船木線
- 323 中北川根線
- 324 （欠番：1982年以降不使用）
  - ※1972年 - 1982年：広島県道324号生田惣森線（→国道433号）
- 325 船木上福田線
- 326 原田吉田線
- 327 古屋吉田線
- 328 志和口向原線
- 329 飯田吉行線（1996年 - ）
  - ※1972年 - 1976年：広島県道329号下三永安芸津停車場線（→広島県道32号安芸津下三永線・広島県道207号安芸津停車場線）
  - ※1976年 - 1996年：欠番
- 330 上三永竹原線
- 331 下三永吉川線
- 332 吉川西条線（1996年 - ）
  - ※1972年 - 1982年：広島県道332号馬木八本松線（→広島県道67号馬木八本松線）
  - ※1982年 - 1996年：欠番
- 333 岡郷東市之堂線
- 334 小多田安浦線
- 335 津江八本松線
- 336 津江郷原線（1990年 - ）
  - ※1972年 - 1990年：広島県道336号兼沢郷原線（→現路線）
- 337 （欠番：2001年以降不使用）
  - ※1972年 - 2001年：広島県道337号原西条線（→東広島市道）
- 338 吉川大多田線
- 339 （欠番）※1994年以降不使用
  - ※1972年 - 1994年：広島県道339号内区米満線（→広島県道80号東広島向原線）
- 340 下竹仁久芳線（1994年 - ）
  - ※1972年 - 1994年：広島県道340号久芳向原線（→広島県道33号瀬野川福富本郷線・広島県道80号東広島向原線および現路線）
- 341 吉原清武線
- 342 別府河内線
- 343 下徳良本郷線
- 344 大草三原線
- 345 上徳良久井線
- 346 （欠番：1994年以降不使用）
  - ※1972年 - 1974年：広島県道346号大具世羅西線（→広島県道346号椋梨世羅西線および大和町道→三原市道）
  - ※1974年 - 1994年：広島県道346号椋梨世羅西線（→広島県道45号三次大和線・広島県道161号三和大和線）
- 347 河戸豊栄線
- 348 小田白市線
- 349 （欠番：1982年以降不使用）
  - ※1972年 - 1982年：広島県道349号入野檜山線（→広島県道59号東広島本郷線〔1994年廃止〕→広島県道59号東広島本郷忠海線）
- 350 造賀八本松線
- 351 造賀田万里線
- 352 高屋河戸線（1983年 - ）
  - ※1972年 - 1982年：広島県道352号入野北方線（→広島県道59号東広島本郷線〔1994年廃止〕→広島県道59号東広島本郷忠海線）
  - ※1982年 - 1983年：欠番
- 353 内海三津線
- 354 豊島線
- 355 大崎下島循環線
- 356 豊浜蒲刈線 （1999年 - 、安芸灘諸島連絡架橋） 
  - ※1972年 - 1982年：広島県道356号大崎上島循環線（→広島県道65号大崎上島循環線）
  - ※1982年 - 1999年：欠番
- 357 大西大西港線
- 358 大田木ノ江線
- 359 （欠番：1998年以降不使用）
  - ※1972年 - 1998年：広島県道359号高坂本町線（→広島県道155号三原本郷線）
- 360 （欠番：1976年以降不使用）
  - ※1972年 - 1976年：広島県道360号甲原新倉線（→広島県道166号三原竹原線→広島県道75号三原竹原線）
- 361 佐木島線
- 362 小泉本郷線
- 363 栗原長江線
  - ※旧国道184号
- 364 （欠番：1982年以降不使用）
  - ※1972年 - 1982年：広島県道364号三成松永線（→広島県道54号福山尾道線）
- 365 戸崎下組線
- 366 西浦三庄田熊線
- 367 中庄重井線
- 368 （欠番：1982年以降不使用）
  - ※1972年 - 1982年：広島県道368号美之郷三原線（→広島県道55号尾道三原線）
- 369 南方竹原線
- 370 高根島線
- 371 （欠番：1994年以降不使用）
  - ※1972年 - 1994年：広島県道371号生口島循環線（→広島県道81号生口島循環線）
- 372 林御寺線
- 373 （欠番：1976年以降不使用）
  - ※1972年 - 1976年：広島県道373号市府中線（→広島県道49号府中御調線〔1994年廃止〕→国道486号）
- 374 羽和泉室町線
- 375 吉田丸門田線
- 376 立花池田線（1978年 - ）
  - ※1972年 - 1978年：広島県道376号立花川尻線（→現路線および向島町道→尾道市道）
- 377 向島循環線
- 378 御幸松永線
- 379 坪生福山線
- 380 水呑手城線（1996年 - ）
  - ※1972年 - 1994年：広島県道380号坪生大門線（→広島県道76号神辺大門線）
  - ※1994年 - 1996年：欠番
- 381 熊野瀬戸線
- 382 熊野松永線
- 383 篠根高尾線（1986年 - ）
  - ※1972年 - 1986年：広島県道383号篠根貝原線（→現路線）
- 384 下川辺尾道線
- 385 内浦箱崎港線（1982年 - ）
  - ※1972年 - 1982年：欠番
- 386 田島循環線（1982年 - ）
  - ※1972年 - 1982年：広島県道386号箱崎横田港線（→広島県道385号内浦箱崎港線・広島県道53号沼隈横田港線および現路線）
- 387 横島循環線（1982年 - ）
  - ※1972年 - 1982年：欠番
- 388 木野山府中線（1996年 - ）
  - ※1972年 - 1994年：広島県道388号下山南福山線（→広島県道72号福山沼隈線）
  - ※1994年 - 1996年：欠番
- 389 草深古市松永線
- 390 三谷神辺線
- 391 加茂福山線（1994年 - ）
  - ※1979年 - 1982年：広島県道391号内海沼隈線（→広島県道53号沼隈横田港線）
  - ※1982年 - 1994年：欠番
  - ※旧国道182号（国道314号重複）
- 392 中野駅家線
- 393 粟根神辺線
- 394 （欠番：2000年以降不使用）
  - ※1972年 - 2000年：広島県道394号中野御幸線（→広島県道215号道上停車場中野線および福山市道01029号十九軒屋御幸幹線・福山市道70508号道上十九軒屋1号線・福山市道70946号十九軒屋4号線）
- 395 川南近田線（1996年 - ）
  - ※1972年11月1日に広島県道395号箱田市場線になるが同年11月24日に廃止（→広島県道402号金丸市場線）
  - ※1972年 - 1996年：欠番
- 396 柞磨駅家線
- 397 福田戸手線
- 398 新山府中線
- 399 金丸府中線
- 400 藤尾井関線

### 401 - 474（県内完結路線）
- 401 （欠番：1998年以降不使用）
  - ※1980年 - 1998年：広島県道401号新市本郷線（→広島県道158号尾道新市線）
- 402 金丸市場線
- 403 別迫上下線
- 404 小谷宇津戸線
- 405 東上原中原線
- 406 宇津戸八幡線
- 407 徳市津口線（1996年 - ）
  - ※1972年 - 1994年：広島県道407号中安田三和線（→広島県道56号府中世羅三和線）
  - ※1994年 - 1996年：欠番
- 408 中安田田打線
- 409 津口国兼線
- 410 （欠番：1982年以降不使用）
  - ※1972年 - 1982年：広島県道410号安田上下線（→広島県道27号吉舎油木線）
- 411 木割谷小吹線
- 412 牧油木線
- 413 （欠番：1975年以降不使用）
  - ※1972年 - 1975年：広島県道413号郷宮越線（→広島県道259号帝釈峡井関線）
- 414 高光総領線
- 415 草木高光線
- 416 三和油木線（1976年 - ）
  - ※1972年 - 1976年：広島県道416号高蓋油木線（→現路線）
- 417 小畠荒谷線（1996年 - ）
  - ※1972年 - 1975年：広島県道417号小畠井関線（→広島県道259号帝釈峡井関線）
  - ※1975年 - 1996年：欠番
- 418 井関加茂線
- 419 坂瀬川駅家線
- 420 木頃井永線
- 421 矢多田阿字線
- 422 中領家庄原線
- 423 原谷神石線
- 424 甲奴インター線（2000年 - ）
  - ※1972年 - 1994年：広島県道424号稲草三良坂線（→広島県道78号三良坂総領線）
  - ※1994年 - 2000年：欠番
- 425 梶田三良坂線
- 426 太郎丸吉舎線
- 427 宇賀矢野線
- 428 宇賀安田線
- 429 若屋秋町線
- 430 糸井塩町線
- 431 和知塩町線
- 432 青河江田川之内線
- 433 穴笠三次線（1996年 - ）
  - ※1972年 - 1982年：広島県道433号下志和地下小原線（→広島県道37号広島三次線）
  - ※1982年 - 1996年：欠番
- 434 和知三次線
- 435 木呂田本郷線（1996年 - ）
  - ※1972年 - 1982年：広島県道435号東入君下布野線（→広島県道62号庄原作木線）
  - ※1982年 - 1996年：欠番
- 436 香淀三次線（1996年 - ）
  - ※1972年 - 1982年：広島県道436号下作木上布野線（→広島県道62号庄原作木線）
  - ※1982年 - 1996年：欠番
- 437 大津横谷線（1973年 - ）
  - ※1972年 - 1973年：欠番
- 438 羽出庭向原線
- 439 （欠番：1982年以降不使用）
  - ※1972年 - 1982年：広島県道439号上板木志和地停車場線（→広島県道63号三次三和線）
- 440 羽出庭三良坂線
- 441 七塚三良坂線
- 442 実留山内線
- 443 実留春田線
- 444 油木小奴可線
- 445 中迫川北線
- 446 植木三坂線
- 447 始終森線
- 448 下千鳥小奴可停車場線
- 449 （欠番：1973年以降不使用）
  - ※1972年 - 1973年：広島県道449号下千鳥比奈線（→岡山県道・広島県道109号油野東城線〔1994年廃止〕→岡山県道・広島県道12号足立東城線）
- 450 内堀備後八幡停車場線
- 451 三坂手入線
- 452 帝釈未渡相渡線（1996年 - ）
  - ※1972年 - 1996年：欠番（1973年に岡山県道・広島県道109号油野東城線〔1994年廃止〕が認定された際広島県側ではなぜか県道452号と告示されていた）
- 453 （欠番：1982年以降不使用）
  - ※1972年 - 1982年：広島県道453号永田庄原線（→広島県道62号庄原作木線）
- 454 （欠番）
  - ※1972年 - 1982年：広島県道454号宮内大月線（→広島県道62号庄原作木線）
- 455 金田平和線
- 456 下門田泉吉田線
- 457 （欠番：1982年以降不使用）
  - ※1972年 - 1982年：広島県道457号比和西城線（→広島県道58号西城比和線）
- 458 川北七塚線（1996年 - ）
  - ※1972年 - 1998年：広島県道458号木屋原庄原線（→国道432号および現路線）
- 459 矢口安古市線
- 460 栗谷河津原線
- 461 白砂玖島線
- 462 百谷新市線
- 463 津之郷山守線
- 464 竹原吉名線
- 465 川尻安浦線
- 466 向島因島瀬戸田自転車道線
- 467 庄原新市線
- 468 河内停車場線
- 469 廿日市環状線（1996年 - ）
  - ※1993年 - 1994年：広島県道469号新広島空港本郷線（→広島県道82号広島空港本郷線）
  - ※1994年 - 1996年：欠番
- 470 三次インター線
- 471 所山潮原線
- 472 広島東インター線（広島高速1号線）
- 473 府中仁保線（広島高速2号線）
- 474 温品二葉の里線（広島高速5号線）